# みかん (ものまねタレント)
みかん（1984年〈昭和59年〉2月24日 - ）は、日本の女性ものまねタレント。本名は小出 千春（こいで ちはる）。旧姓・能瀬。
愛媛県今治市出身。個人事務所「UsUp!」所属。

## 略歴・人物
愛媛県立北条高等学校卒業。子供の頃から人を笑わせることが好きで、初めて物真似した人物は自らも大ファンである浜崎あゆみ。
プロになることは考えていなかったが、旅行先の福岡で観たものまねショーで知り合った人物に上京を勧められ、家族の反対を押し切って上京。その後ものまねタレントとしてデビューし、そっくり館キサラを主な拠点として活動する。
2011年1月から一時期は、芸名を「のせみかん」と改名していた。芸名は地元・愛媛の名産品であるミカンから。2013年2月頃、『サンデージャポン』（TBSテレビ）で同番組レギュラーの西川史子の物真似で出演して以降話題となり、これが転機となってテレビ番組などメディア出演の機会が多くなる。 
2011年、ものまねショーに客として来ていた会社員の一般人男性と結婚。2011年と2019年に出産し、2児の母となる。このことは2013年4月7日放送の『サンデージャポン』（TBSテレビ）でも公表されている。後に妊娠したことが分かったため、区役所へ婚姻届を取りに行き、みかんの方からプロポーズしたが、誤って離婚届を持って来てしまったというエピソードがある。なお、みかん一家の名前は、夫→みかん→息子→娘の順に、全てしりとりになっている。
2016年1月7日午後11時10分ごろ、川崎市川崎区浜町2丁目の県道交差点にて、赤信号で停止中だったみかんの乗用車に自営業の男性が運転する車が追突する事故が発生した。男性はみかんの頭部などに軽傷を負わせたまま逃走し、翌8日に自動車運転処罰法違反（過失傷害）と道路交通法違反（ひき逃げ）の容疑で逮捕された。
特技は書道、料理、フラワーアレンジメント。「尊敬する人は鳥山明」と言うほど、大のドラゴンボールファン。
左利きである。
物真似ネタで使うかつらは自費で購入し、2014年までの時点で「50万円から60万円はかかった」とのこと。
最初、三木プロダクションに所属。2013年10月頃からTWIN PLANET ENTERTAINMENTにも所属。2018年より、自身の運営会社である株式会社UsUp!にて活動。
デビュー前から関ジャニ∞のファンであり特に、好きなメンバーは村上信五。

## ものまねレパートリー
（以下、三木プロダクションによる公式プロフィールなどより。）
- 松嶋尚美
本人から公認されている。元相方である中島知子の物真似をするミラクルひかると“偽オセロ”として出演したこともある。
- 土屋アンナ
本人から公認をもらっている。2014年3月1日の『東京ガールズコレクション2014 SPRING／SUMMER』では、土屋本人とランウェイで共演を果たした。
- 黒柳徹子
- 西川史子
- 菜々緒
- アンミカ
- 尼神インター
- 浜崎あゆみ
- 持田香織
- 岸谷香
- 中村あゆみ
- hiroko
- 島袋寛子
- 島田珠代
- 野々村友紀子
- 柴田理恵
- 虻川美穂子
- 仲間由紀恵
- 夏菜
- 黒沢かずこ
- 椿鬼奴
- 鈴木奈々
- 藤本美貴
- 森高千里
- 鈴木亜美
- 水前寺清子
- 瀬川瑛子
- 渡瀬マキ
- KEIKO
- 南野陽子
- 相川七瀬
- 吉田美和
- 松田聖子
- 中森明菜
- AKB48
- 欧陽菲菲
- 渡辺美里
- 桂銀淑
- 江角マキコ
- のん（あまちゃん）
- 室井佑月
- 神田うの
- 北斗晶
- 米倉涼子
- GENKING
- 紫吹淳
- 野沢雅子
- 深田恭子
- 安藤サクラ
- 松坂慶子
- 山崎静代
- はら
- 松本明子
- Kōki,
- フワちゃん
- 天海祐希
- 内藤やす子
- パク・ジニョン
- 田辺智加
- 池田美優
- 剛力彩芽
- 高嶋ちさ子
- アイナ・ジ・エンド

アニメキャラクター
- ドラゴンボールのキャラクター
  - 孫悟空
  - 孫悟飯
  - クリリン
  - チチ
  - チャオズ
  - 人造人間18号 他
- それいけ!アンパンマンのキャラクター
  - アンパンマン
  - ばいきんまん
  - チーズ
  - バタコさん
  - てんどんまん 他
- 怪物くん
- クレヨンしんちゃん
- ONE PIECE
- 崖の上のポニョ
- ドラえもん

NHK教育テレビの番組
- おかあさんといっしょ
- いないいないばあっ!

## 出演

### テレビ
- サンデージャポン（TBS）- キンタロー。、田中みな実（TBSアナウンサー）との“ものまね三銃士”として準レギュラー
- ものまねグランプリ（日本テレビ）
- 爆笑!ものまねウォーズ（TBS）
- 評判!なかむら屋（朝日放送）- レギュラー
- 狩野英孝★熱血アイドルアカデミー アキパラ嬢（静岡第一テレビ）- レギュラー
- お父さんの為のショウビズ講座（BS-i）- 2003年7月 - 9月
- ライオンのごきげんよう（フジテレビ）- 2013年7月8日・10月28日「有名人生ビデオレター」コーナー、2014年4月1日 - 火曜日オープニングコーナーレギュラー
- 突然ですが占ってもいいですか?（2021年11月3日、フジテレビ）[12]

### テレビドラマ
- IQ246〜華麗なる事件簿〜（2016年） ‐ 大山千恵子
- 土曜ワイド劇場 司法教官・穂高美子5 （2016年10月29日 テレビ朝日）
- 霊魔の街（2017年、新潟テレビ21） - 沼田広美(第1・3話）
- 心はロンリー気持ちは「…」FINAL（2024年4月27日、フジテレビ）[13]

### ラジオ
- ういず（南海放送）- 2013年5月23日
- 太陽石油 presents もってけ!みかん（FM愛媛） 2022年4月3日 -

### 映画
- みとりし（2019年9月13日公開予定、アイエス・フィールド） - 清水千春 役

### Web
- ハタチ〜オトナビトプロジェクト〜 （2021年1月8日[14]）